# Cédric Grand
Cédric Grand (* 14. Januar 1976 in Genf) ist ein ehemaliger Schweizer Leichtathlet, Bobsportler und heutiger Bodybuilder.

## Werdegang

### Leichtathletik
Grand bestritt von 1992 bis 2000 auf nationaler Ebene als Sprinter diverse Wettbewerbe. 1996 wurde er über 60, 100 und 200 Meter Schweizer Meister. Zudem stellte er mit 6,6 Sekunden einen neuen Schweizer Rekord auf, der bis 1999 Bestand hatte. Auch über die 100 Meter lief er mit 10,44 Sekunden die schnellste Zeit, die je bei Schweizer Meisterschaften gelaufen wurden. Bei den Vorauswahlen zu den Olympischen Sommerspielen 2000 in Sydney lief er über 100 Meter 10,35 Sekunden und über 200 Meter 20,99 Sekunden. Zu den Spielen trat er nicht an. Es waren seine letzten Leichtathletikwettbewerbe.

### Bobsport
Grand begann 1996 parallel zu seiner Leichtathletiklaufbahn mit dem Bobsport. 1997 wurde er in die Nationalmannschaft aufgenommen. Bereits innerhalb kürzester Zeit war er als Anschieber in die Weltspitze vorgerückt und startete neben den Piloten Reto Götschi, Martin Annen im Zweierbob oder auch im Viererbob.
Bei den Olympischen Winterspielen 1998 in Nagano startete Grand im Zweierbob mit Christian Reich und verpasste mit diesem als Vierter nur knapp eine Medaille. Im Viererbob gehörte er zum Bob Schweiz II, mit dem er Platz sieben einfuhr. Seinen ersten Medaillenerfolg feierte Grand schliesslich bei der Bob-Weltmeisterschaft 2001 in St. Moritz, bei der er mit Götschi Silber im Zweierbob gewinnen konnte. Bei den Olympischen Winterspielen 2002 in Salt Lake City startete Grand im Viererbob von Martin Annen und erreichte mit diesem den vierten Platz. In der Saison 2002/03 sicherte sich Grand vier Weltcups in Folge an der Seite von Annen eine Podiumsplatzierung. In der Gesamtwertung landete der Bob am Ende auf Rang vier. In der folgenden Saison 2003/04 startete er im Viererbob von Annen und sicherte sich als Bremser mit diesem in Cortina d’Ampezzo den Weltcup-Sieg. Im Zweierbob reichte es erst in Igls wieder zu einem Platz unter den Top drei. Es war der einzige Podestplatz der Saison im Zweierbob.
In die Saison 2004/05 startete Grand mit einem guten zweiten Platz im Zweierbob in Winterberg. Auch im Viererbob fuhr er als Mitglied des Viererbobs um Martin Annen, Andi Gees und Beat Hefti als Dritter aufs Podium. In Cortina d’Ampezzo wiederholte er mit seinen Viererbobkollegen den Sieg aus dem Vorjahr. Auch in Cesana Torinese stand der Viererbob bei der Siegerehrung ganz oben. In Lake Placid wurde er im Zweierbob und auch im Viererbob Dritter. Im Gesamtweltcup feierte er mit Pilot Martin Annen seinen ersten Gesamtweltcup-Sieg. Im Viererbob erreichte man den zweiten Platz. In der Kombination sicherte sich Grand mit Pilot Annen knapp vor dem Russen Alexander Subkow den Sieg. Zur Saison 2005/06 übernahm Hefti im Zweierbob seinen Platz an der Seite von Annen. Grand wechselte in den Zweierbob von Ivo Rüegg. Im Gesamtweltcup erreichte er mit ihm Rang sieben, nur einen Platz hinter Annen. Im Viererbob verblieb er im Bob von Annen und wurde Dritter im Gesamtweltcup. Bei der Bob-Europameisterschaft 2006 in St. Moritz sicherte er sich seinen ersten Europameistertitel im Zweierbob. In Turin gewann er bei den Olympischen Winterspielen 2006 im Viererbob Schweiz I die Bronzemedaille. Im Zweierbob wurde er Achter. In der Saison 2007/08 gelang ihm an der Seite von Rüegg im Zweierbob der zweite Platz im Gesamtweltcup. Im folgenden Jahr verpassten beide den Sprung unter die besten drei in der Gesamtwertung.
Bei der Bob-Weltmeisterschaft 2009 in Lake Placid gewann Grand den Titel im Zweierbob und sicherte sich mit der Mannschaft die Silbermedaille. Bei der Bob-Europameisterschaft 2010 in Innsbruck-Igls gewann Grand im Viererbob mit Ivo Rüegg, Roman Handschin und Thomas Lamparter hinter dem deutschen Bob die Silbermedaille. Bei seinen vierten und letzten Olympischen Winterspielen 2010 in Vancouver wenige Wochen später verpasste er als Vierter im Viererbob nur knapp eine erneute Medaille. Im Zweierbob belegte er einen guten sechsten Rang. Die Saison 2009/10 beendete er an der Seite von Ivo Rüegg mit dem Gesamtsieg im Zweierbob. Im Viererbob wurde er Sechster.
Im Oktober 2010 gab Grand im Alter von 34 Jahren und fünf Siegen im Gesamtweltcup das Ende seiner aktiven Bobsportlaufbahn bekannt und kündigte die Übernahme eines Fitnesscenters an. Er leitet als verantwortlicher Trainer das Fitness-Studio Le Fitness im Grand Hotel Kempinski Geneva.

### Bodybuilding
Seit dem Ende seiner Bobsportlaufbahn widmet sich Grand dem Fitness- und Bodybuilding-Sport. Er ist Mitglied der World Amateur Body Building Association (WABBA) und gewann 2012 die durch den Verband ausgetragene Schweizer Meisterschaft. 2013 wurde er Vizeweltmeister in Budapest, Ungarn.